# Doccia di carne del Kentucky
La Doccia di carne del Kentucky fu un incidente che si verificò per diversi minuti tra le 11:00 e le 12:00 del 3 marzo 1876,  in cui ciò che sembravano essere pezzi di carne rossa caddero dal cielo in un'area di 90x45 metri 100 per 50 iarde (91 per 46 metri) vicino a Olympia Springs nella contea di Bath, Kentucky.  Esistono diverse spiegazioni (dalla pioggia di sangue agli espulsi degli avvoltoi) su come ciò si verificò e su cosa fosse la "carne". Sebbene il tipo esatto di carne non sia mai stato identificato, vari rapporti suggeriscono che si trattasse di manzo, agnello, cervo, orso o cavallo.
Nonostante le varie teorie, la causa esatta della doccia di carne del Kentucky resta oggetto di speculazioni e misteri.

## L'incidente
Il 3 marzo 1876, la moglie di un contadino, la signora Crouch, stava preparando il sapone sulla veranda quando riferì di aver visto un pezzo di carne cadere dal cielo. Disse di essere a 40 passi da casa sua quando la carne iniziò a toccare terra. La signora Crouch e suo marito credevano che l'evento fosse un segno di Dio. Il fenomeno fu trattato da Scientific American , dal New York Times e da altre pubblicazioni.
La maggior parte dei pezzi di carne erano di circa 2 per 2 pollici (5 cm × 5 cm); almeno uno era di 4 per 4 pollici (10 cm × 10 cm).  La carne sembrava essere di manzo, ma secondo il primo rapporto su Scientific American ,  due uomini che l'assaggiarono giudicarono che fosse agnello o cervo.  Scrivendo sul Sanitarian , Leopold Brandeis identificò la sostanza come Nostoc , un tipo di cianobatterio .  Brandeis diede il campione di carne alla Newark Scientific Association per ulteriori analisi, portando a una lettera del dottor Allan McLane Hamilton che apparve nella cartella clinica e affermava che la carne era stata identificata come tessuto polmonare di un cavallo o di un neonato umano, "la struttura dell'organo in questi due casi essendo quasi identica".[ fonte inaffidabile ] La composizione di questo campione è stata confermata da ulteriori analisi, con due campioni di carne identificati come tessuto polmonare, tre come muscolo e due come cartilagine.
La teoria di Nostoc di Brandeis si basava sul fatto che Nostoc si espande in una massa gelatinosa trasparente quando la pioggia cade su di essa, spesso dando la sensazione che stesse cadendo con la pioggia. Charles Fort annotò nel suo primo libro, The Book of the Damned , che non c'era stata pioggia. La gente del posto preferiva la spiegazione che la carne fosse stata vomitata da avvoltoi, "i quali, come è loro abitudine, vedendo uno dei loro compagni vomitare, seguirono immediatamente l'esempio".  Il dottor Lewis D. Kastenbine presentò questa teoria nel contemporaneo Louisville Medical News come la migliore spiegazione della varietà di carne.  Gli avvoltoi vomitano come parte di una rapida fuga e anche come metodo difensivo quando sono minacciati.  Fort spiegò l'aspetto appiattito e secco dei pezzi di carne come risultato della pressione, e notò che nove giorni dopo, il 12 marzo 1876, "Globuli" rossi con un aspetto " vegetale " caddero su Londra, KY.

## Museo di storia della contea di Bath
Nel 2024, il Bath County History Museum ha aperto una mostra per la festa della carne del Kentucky, esponendo un pezzo conservato dell'evento.